# 定朝様

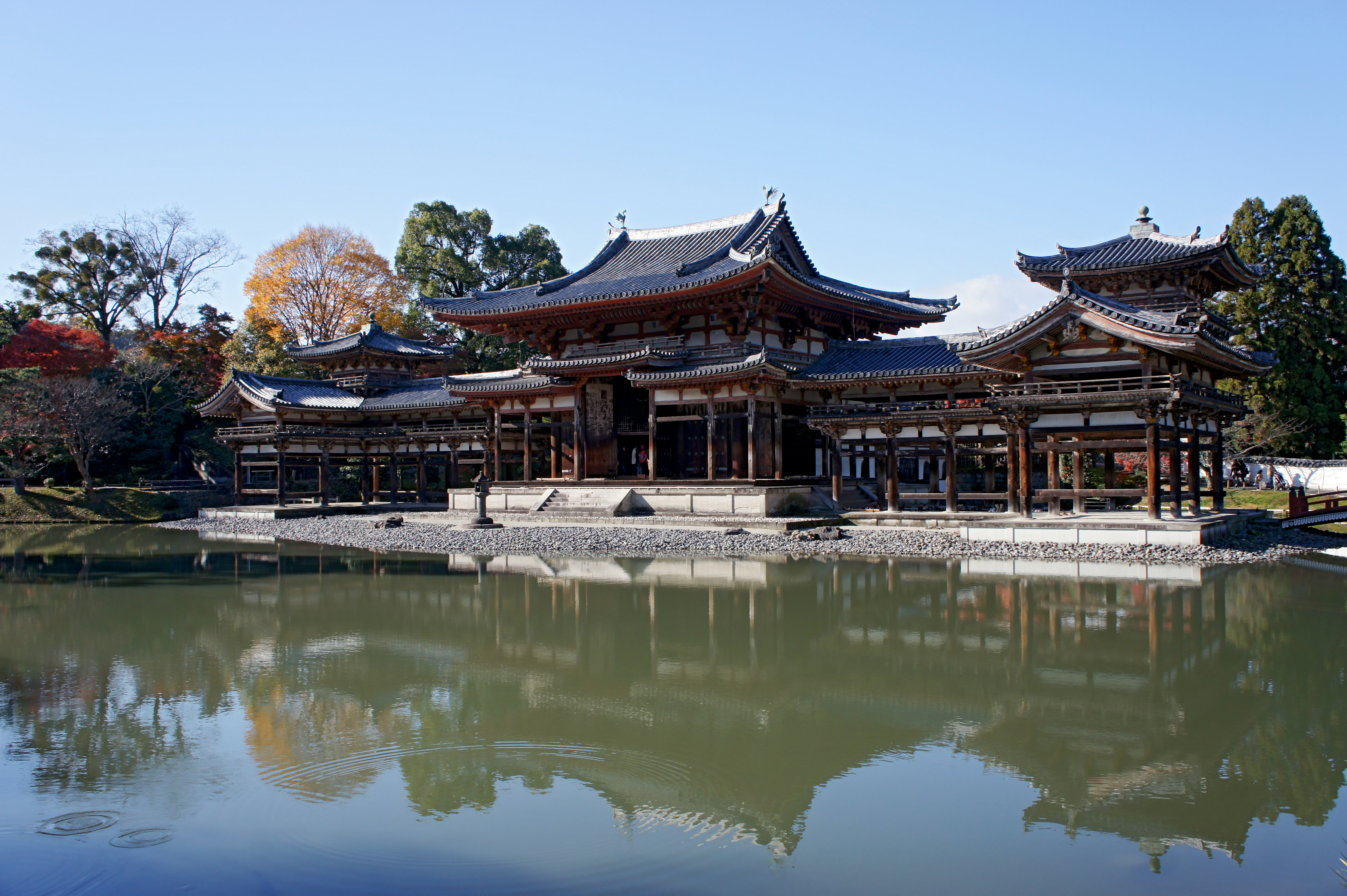
平安時代を代表する平等院鳳凰堂は定朝様の彫刻群で知られる

定朝様（じょうちょうよう）は、平安時代の仏師・定朝にはじまる和様の仏像彫刻様式。密教仏、木彫仏、木心乾漆仏、檀像などの多様な造仏技術を集大成し独自の様式を完成した。

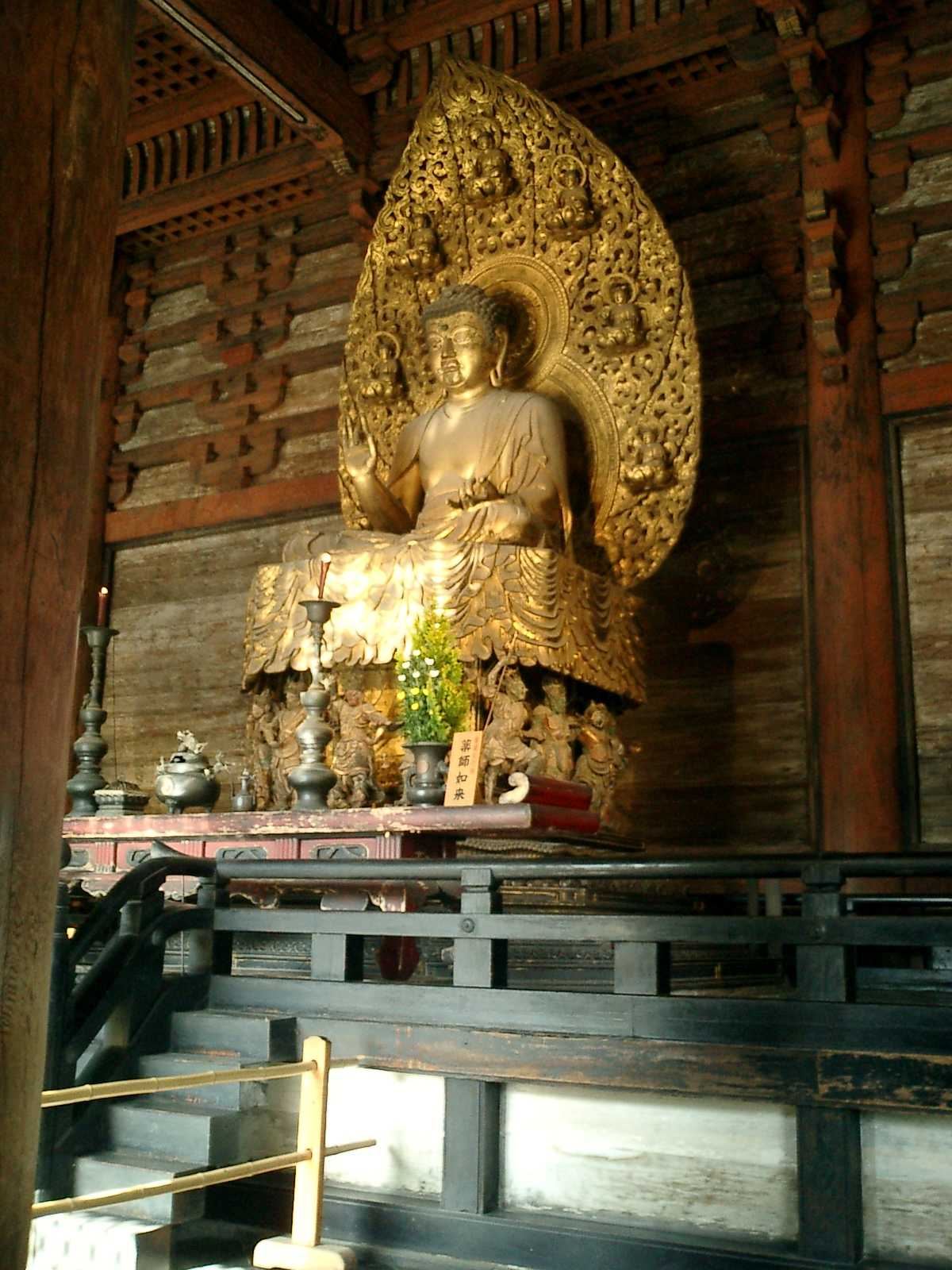
定朝様の影響が指摘される東寺薬師如来

## 概要
平安時代前期の、大陸の影響を強く受けた唐朝仏の模刻から抜け出し、和様化への道を模索し試行錯誤を続け、尊容満月の如しと賞讃され、国風文化を象徴する浅い彫り、平行して流れる衣文と瞑想的な表情は平明優雅で仏の本様と称され後世の仏教彫刻に重大な影響を与えた。

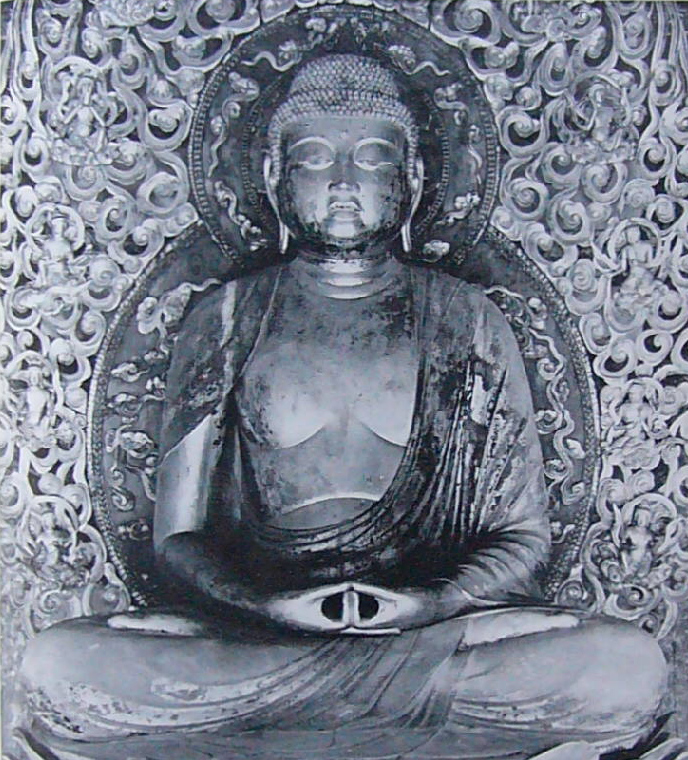
定朝の真作平等院阿弥陀如来

## 主な作品
- 平等院鳳凰堂 阿弥陀如来 - 1053年（天喜元年）、国宝
- 六波羅蜜寺 地蔵菩薩 - 重要文化財
- 善願寺 地蔵菩薩 - 1156年（保元元年）頃、重要文化財
- 法界寺 阿弥陀如来 - 平安時代  国宝
- 仲源寺 地蔵菩薩 - 1022年（治安2年）
- 金光寺 引接阿弥陀如来
- 西岸寺 阿弥陀如来
- 円通寺 観音菩薩
- 三千院 往生極楽院 阿弥陀三尊 - 1148年（久安4年）、国宝
- 浄瑠璃寺 本堂 九体阿弥陀如来 - 平安～鎌倉時代、国宝
- 法金剛院　阿弥陀如来坐像　国宝